# Massacro di Kaunas
Il massacro di Kaunas avvenne il 29 ottobre 1941, noto anche come la Grande Azione, fu il più grande omicidio di massa di ebrei lituani.
Per ordine dell'SS-Standartenführer Karl Jäger e dell'SS-Rottenführer Helmut Rauca, il Sonderkommando sotto la guida dell'SS-Obersturmführer Joachim Hamann, con altri 8-10 uomini dell'Einsatzkommando 3, uccisero 2 007 uomini ebrei, 2 920 donne e 4 273 bambini in un solo giorno al Nono Forte di Kaunas, in Lituania.
I nazisti distrussero il piccolo ghetto il 4 ottobre 1941 e uccisero quasi tutti i suoi abitanti al Nono Forte. In quello stesso mese, il 28 ottobre, l'SS-Rottenführer Helmut Rauca della Gestapo di Kaunas condusse la selezione nel ghetto di Kaunas. Tutti gli abitanti del ghetto furono costretti a riunirsi nella piazza centrale. Rauca selezionò 9 200 tra uomini, donne e bambini ebrei, circa un terzo della popolazione del ghetto. Il giorno successivo, il 29 ottobre, tutte queste persone furono fucilate al Nono Forte in enormi fosse scavate in anticipo.